# 格貝爾加·德·勃艮第
格貝爾加·德·勃艮第（法語：Gerberge de Bourgogne，965/66年—約1018年），士瓦本公爵夫人，勃艮第國王康拉德三世的女兒。

## 家庭
988年，格貝爾加與士瓦本的赫爾曼結婚，兩人共有1子2女：
1. 瑪蒂爾德（英语：Matilda of Swabia）（989年—1032年），卡林西亞公爵夫人
2. 吉塞拉（990年—1043年），神聖羅馬皇后
3. 赫爾曼（994年—1012年），士瓦本公爵